# Leehelea hollandiensis
Leehelea hollandiensis är en tvåvingeart som först beskrevs av Tokunaga 1966.  Leehelea hollandiensis ingår i släktet Leehelea och familjen svidknott. Inga underarter finns listade i Catalogue of Life.